# Dasyllis erythrura
Dasyllis erythrura är en tvåvingeart som beskrevs av Hermann 1912. Dasyllis erythrura ingår i släktet Dasyllis och familjen rovflugor.
Artens utbredningsområde är Paraguay. Inga underarter finns listade i Catalogue of Life.